# 拉氏岩瓷蟹
拉氏岩瓷蟹（学名：Petrolisthes lamarckii）为瓷蟹科岩瓷蟹屬下的一个种。